# Марьяновка (Башкортостан)
Марья́новка (баш. Марьяновка) — деревня в Степановском сельсовете  Аургазинского района  Республики Башкортостан.
С 2005 современный статус.

## История
Статус деревня, сельского населённого пункта, посёлок получил согласно Закону Республики Башкортостан от 20 июля 2005 года N 211-з «О внесении изменений в административно-территориальное устройство Республики Башкортостан в связи с образованием, объединением, упразднением и изменением статуса населенных пунктов, переносом административных центров», ст.1:

6. Изменить статус следующих населенных пунктов, установив тип поселения — деревня:
 
5)  в Аургазинском районе:…

я5) поселка Марьяновка Степановского сельсовета

## Население
| 2002 | 2009 | 2010 |
| ---- | ---- | ---- |
| 169  | ↗259 | ↘227 |

Национальный состав
Согласно переписи 2002 года, преобладающие национальности —  украинцы (30 %), русские (28 %).

## Географическое положение
Расстояние до:
- районного центра (Толбазы): 13 км,
- центра сельсовета (Степановка): 2 км,
- ближайшей ж/д станции (Белое Озеро): 43 км.